# Hoplobatrachus crassus
Hoplobatrachus crassus är en groddjursart som först beskrevs av Jerdon 1854.  Hoplobatrachus crassus ingår i släktet Hoplobatrachus och familjen Dicroglossidae. IUCN kategoriserar arten globalt som livskraftig. Inga underarter finns listade i Catalogue of Life.